# Анам
Анам је био француски протекторат који је обухватао централни део данашњег Вијетнама. Пре оснивања протектората, израз Анам су Западњаци користили као назив за цео Вијетнам, а Вијетнамци су називани Анамићанима. Протекторат Анам је 1887. године постао део Француске Индокине. Друга два дела Вијетнама, Кошиншина на југу и Тонкин на северу су такође били делови Француске Индокине. Регион је имао двоструки систем француске и вијетнамске управе. Династија Нгујен је и даље номинално владала Анамом, док је марионетски владар живео у Хуеу. Протекторат је 1948. укључен Привремену централну владу Вијетнама, која је следеће године замењена новооснованом Државом Вијетнам. Регион је био подељен између комунистичког Северног Вијетнама и антикомунистичког Јужног Вијетнама по одредбама Женевске конференције из 1954.